# CP 55,244
CP 55,244是一种有机化合物，分子式C26H42O3，属于人工合成的大麻素，具有镇痛药功能，由輝瑞公司开发，其对CB1的激动剂效果比HU-210更强。